# Addig jár a korsó a kútra…
Az Addig jár a korsó a kútra… (eredeti címe: Le placard) 2001-es francia vígjáték, amelyet Francis Veber írt és rendezett. A produkció főbb szerepeiben Daniel Auteuil, Gérard Depardieu és Thierry Lhermitte. 2001. január 17-én mutatták be Franciaországban. Magyarországon 2001. június 7-én jelent meg először a mozikban.

## Cselekmény
François Pignon, egy szerény, elvált férfi, akinek tizenéves fia nem vesz tudomást róla. Csendes és jelentéktelen életet él könyvelőként egy gumigyárban. Amikor megtudja, hogy leépítés előtt áll, öngyilkosságot fontolgat, de új szomszédja, Jean-Pierre Belone, egykori munkapszichológus lebeszéli erről. Belone azt javasolja, hogy Pignon indítson el egy pletykát, miszerint homoszexuális. A gyár fő terméke az óvszer, így a meleg közösség támogatása elengedhetetlen, és az igazgatónak Pignont a fizetési listán kell tartania, hogy elkerülje a homoszexuálisellenes bigottság vádját.
Pignon az álcázás részeként semmit sem változtat szokásos enyhe és visszafogott viselkedésén. Felettesei és munkatársai azonban új megvilágításban kezdenek rá tekinteni, inkább egzotikusnak, mint unalmasnak látják, és az élete váratlanul és drámaian jobbá válik. Félix Santinit, a homofób munkatársat, aki korábban zaklatta őt, figyelmeztetik, hogy diszkrimináció miatt kirúghatják, ha továbbra is lekicsinyli Pignont, ezért baráti közeledésbe kezd. Amikor azonban két dolgozó észreveszi, hogy az iskola bejáratánál várja a fiát, azt kezdik hinni, hogy Pignon a gyerekekre bukik, ezért megtámadják a parkolóban, és eltörik a kulcscsontját.
A vállalat részt vesz egy kocsival a helyi melegfelvonuláson, és Pignont kényszerítik a volán mögé. Az elhidegült fia meglátja őt a felvonulásról szóló televíziós közvetítésben, és elmondja az anyjának. A fiú el van ragadtatva, amikor megtudja, hogy apjának, akit mindig is unalmasnak tartott, van egy vadabb oldala is, és több időt akar vele tölteni. Gyanakvó voltfelesége, Christine meghívja Pignont vacsorára, és magyarázatot követel. A férfi ekkorra már elég önbizalmat szerzett ahhoz, hogy pontosan elmondja neki, mit gondol róla.
Eközben Santini barátságának színjátéka megszállott vonzalomba torkollik; a felesége viszonyra gyanakszik, amikor megtalálja egy drága rózsaszín kasmírpulóver számláját, és elhagyja, amikor Pignon csokoládét vesz neki. Ezek után Santini meghívja Pignont, hogy költözzön hozzá. Amikor Pignon visszautasítja, Santini bekattan, verekedés következik, Santinit kirúgják, és intézetbe zárják, hogy kiheverje érzelmi összeomlását.
Végül Pignon cselére fény derül, amikor Kopel rajtakapja, amint a japán vendégek számára tartott gyárlátogatás közepén a gyár futószalagján vadul szeretkezik a felettesével, Bertrand kisasszonnyal. Pignon azonban annyira magabiztossá válik, hogy megtartja az állását, rendbe hozza a kapcsolatát a fiával és Santinivel, helyreállítva annak munkaviszonyát, felvidítja Belone-t és vidáman él Bertrand kisasszonnyal.

## Szereplők
| Szerep                | Színész              | Magyar hangja       |
| --------------------- | -------------------- | ------------------- |
| François Pignon       | Daniel Auteuil       | Dunai Tamás         |
| Félix Santini         | Gérard Depardieu     | Helyey László       |
| Guillaume             | Thierry Lhermitte    | Sztarenki Pál       |
| Mademoiselle Bertrand | Michèle Laroque      | Kocsis Judit        |
| Kopel, az igazgató    | Jean Rochefort       | Tolnai Miklós       |
| Christine             | Alexandra Vandernoot | Csere Ágnes         |
| Franck                | Stanislas Crevillén  | Ifj. Morassi László |
| Belone, a szomszéd    | Michel Aumont        | Szélyes Imre        |
| Mathieu               | Edgar Givry          | Kapácsy Miklós      |
| Victor                | Thierry Ashanti      | Katona Zoltán       |
| Ariane                | Armelle Deutsch      | Urbán Andrea        |
| Madame Santini        | Michèle Garcia       | Szegedi Anita       |
| Alba                  | Laurent Gamelon      | Faragó András       |
| Ponce                 | Vincent Moscato      | Kardos Gábor        |

## Fogadtatás

### Kritikai visszhang
A film jó visszhangot váltott ki a kritikusokból. A Rotten Tomatoeson 85%-os minősítést ért el 82 értékelés alapján, az összefoglaló szerint: „Egy kellemes vígjáték remek színészekkel.” Lisa Schwarzbaum az Entertainment Weeklytől azt írta: „Tökéletesen felépített francia csiklandozó.” Desson Thomson a Washington Posttól azt írta: „Puszta egyszerűségével nyeri el a tetszésedet.” Roger Ebert azt írta: „A forgatókönyv túlságosan is a történet első szintjére támaszkodik, és nem tör váratlan helyekre.”
A Metacritic 72 pontot adott a 100-ból 28 vélemény alapján. Rita Kempley a Washington Posttól azt írta: „A francia filmek mindig sokkal könnyedebbek, a karakterek hitelesebbek, a színészek finomabbak, még ha a helyzetek ugyanolyan ostobák is.” John Anderson a Los Angeles Timestól azt írta: „Veber, aki a Dilisek vacsorájáért is felelős, láthatóan érzi a francia közönség és a gall érzelmű amerikaiak pulzusát, de ebben a korsójárásban egyszerűen nincs sok frissesség.”

### Bevételi adatok
A Box Office Mojo szerint a film 50 millió dolláros bevételt ért el, a költségvetésről nincs adat.